# 水府增二
金牛座131，又名BD+14 1025，HD 38545、SAO 94855、HR 1989，是金牛座的一颗恒星，视星等为5.72，位于銀經192.6，銀緯-7.14，其B1900.0坐标为赤經5h 41m 31.3s，赤緯+14° -7.14′ 6″。